# Regola della funzione reciproca
In analisi matematica, la regola della funzione reciproca è una regola di derivazione che permette di calcolare la derivata del reciproco di una funzione derivabile.

## Definizione
La derivata del reciproco di una funzione è un rapporto avente come numeratore l'opposto della derivata della funzione e come denominatore il quadrato della funzione.
{\displaystyle D\left[{\frac {1}{f(x)}}\right]={\frac {-f'(x)}{f(x)^{2}}},}
dove {\displaystyle D[f(x)]} e{\displaystyle f'(x)} sono notazioni che indicano il medesimo significato di derivata.
È necessario che, nel punto in cui si calcola la derivata, la funzione non sia nulla.

## Dimostrazione tramite il rapporto incrementale
Scrivendo il rapporto incrementale della funzione {\displaystyle {1 \over g(x)}} otteniamo:
{\displaystyle D\left[{1 \over g(x)}\right]=\lim _{h\to 0}{{1 \over g(x+h)}-{1 \over g(x)} \over h}=\lim _{h\to 0}{g(x)-g(x+h) \over g(x+h)g(x)}\cdot {1 \over h}=\lim _{h\to 0}{g(x)-g(x+h) \over h}\cdot {1 \over g(x+h)g(x)}.}
Ora, l'argomento del primo limite è l'opposto del rapporto incrementale di {\displaystyle g,}
{\displaystyle \lim _{h\to 0}{g(x)-g(x+h) \over h}=\lim _{h\to 0}\left(-{g(x+h)-g(x) \over h}\right)=-g'(x);}
mentre il secondo fattore, per la continuità della {\displaystyle g,} "commuta" con l'operazione di limite, dunque si ha:
{\displaystyle D\left[{1 \over g(x)}\right]=-g'(x)\cdot {1 \over g(x)g(x)}={-g'(x) \over g(x)^{2}}.}
Alternativamente, utilizzando la regola della catena, ponendo {\displaystyle f(x)=x^{-1}} possiamo determinare la derivata come:
{\displaystyle D[f(g(x))]=f'(g(x))\cdot g'(x)=-g(x)^{-2}\cdot g'(x)={-g'(x) \over g(x)^{2}}.}

## Dimostrazione tramite la regola della catena
Posto {\displaystyle g(x)={\frac {1}{x}}}, ricordiamo che {\displaystyle \displaystyle {\frac {1}{f(x)}}=(g\circ f)(x)}, e quindi
{\displaystyle \displaystyle D\left[{\frac {1}{f(x)}}\right]=D\left[(g\circ f)(x)\right].}
Se applichiamo al secondo membro della precedente equazione la regola della catena (poiché {\displaystyle D\left[{\frac {1}{x}}\right]=-{\frac {1}{x^{2}}}}), otteniamo che
{\displaystyle D\left[{\frac {1}{f(x)}}\right]=-{\frac {1}{f(x)^{2}}}\cdot D[f(x)].}

## Dimostrazione tramite la regola del quoziente
Applicando la regola del quoziente, consideriamo {\displaystyle f(x)=1} e dunque
{\displaystyle D\left[{1 \over g(x)}\right]={D[1]\cdot g(x)-1\cdot g'(x) \over g(x)^{2}}={0\cdot g(x)-g'(x) \over g(x)^{2}}={-g'(x) \over g(x)^{2}}.}